# Saint David, Grenada
Saint David är en parish i Grenada. Den ligger i den södra delen av landet, 9 km öster om huvudstaden Saint George's. Antalet invånare är 11 486. Arean är 47 kvadratkilometer. Saint David ligger på ön Grenada.
Terrängen i Saint David är kuperad åt nordväst, men åt sydost är den platt.
Följande samhällen finns i Saint David:
- Saint David's